# Hagfors
Hagfors − miasto w Szwecji. Siedziba władz administracyjnych gminy Hagfors w regionie Värmland. Około 5 403 mieszkańców. Jest jednym z najmłodszych miast Szwecji. Prawa miejskie uzyskało w 1950 r. Później prawa miejskie uzyskały jedynie Oxelösund i Säffle.

## Współpraca
- Lapua, Finlandia